# Maltese euromunten

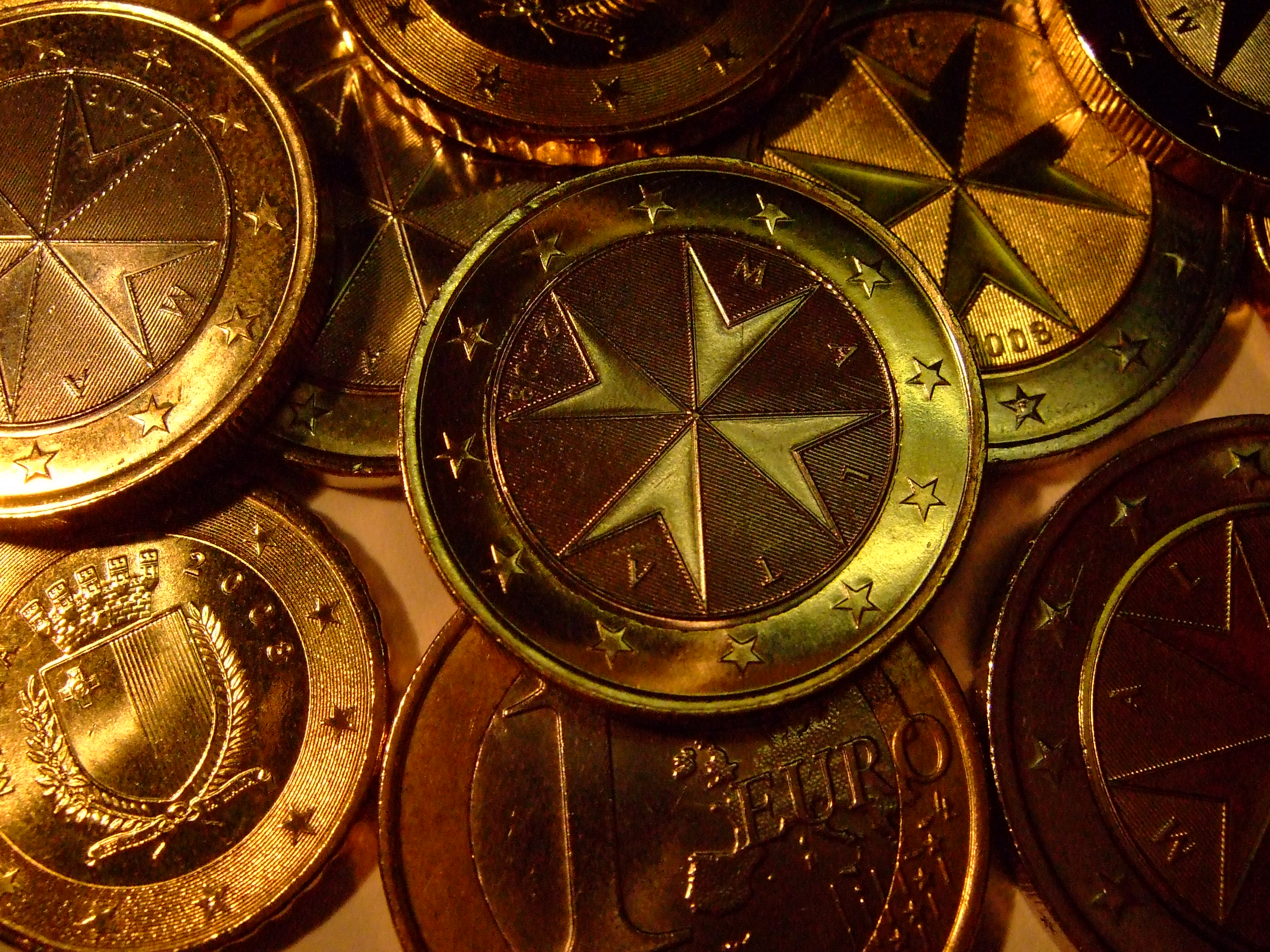

Malta is sinds 1 mei 2004 EU-lid en heeft de euro, gelijktijdig met Cyprus, ingevoerd op 1 januari 2008.
Van 14 januari tot en met 29 januari 2006 kon het Maltese volk kiezen welk thema ze graag afgebeeld zouden zien op hun euromunten. Er waren twaalf opties, onderverdeeld in vier groepen.
Elke groep representeerde een bepaald aspect van het Maltese culturele erfgoed. Deze groepen waren de geschiedenis, de Renaissance, de Maltese archipel en de Maltese identiteit. Voor elke groep waren er drie opties. Er zijn drie ontwerpen gekozen. Eén voor de munten van 1 en 2 euro, een voor de munten van 10, 20 en 50 cent en een voor de munten van 1, 2 en 5 cent.
De munten worden geslagen door Frankrijk (Monnaie de Paris). Dit is aangeduid met een heel kleine letter 'F' in de onderste ster op de munt.

## Ontwerp
Uiteindelijk zijn de volgende ontwerpen gekozen:
| 0,01 €                                      | 0,02 € | 0,05 €                                        |
| ------------------------------------------- | ------ | --------------------------------------------- |
|                                             |        |                                               |
| altaar van de Mnajdra-tempel (geschiedenis) |        |                                               |
| 0,10 €                                      | 0,20 € | 0,50 €                                        |
|                                             |        |                                               |
| Het wapen van Malta (de Maltese identiteit) |        |                                               |
| 1,00 €                                      | 2,00 € | Rand van €2 munten                            |
|                                             |        | "2", met een Maltezer kruis zes keer herhaald |
| Maltezer kruis (Renaissance)                |        |                                               |

## Herdenkingsmunten van € 2
Malta heeft in de periode van 2011 tot en met 2015 jaarlijks een herdenkingsmunt van € 2 uitgegeven, welke de constitutionele geschiedenis van het land beschrijft. 
Malta heeft in de periode van 2016 tot en met 2020 jaarlijks een nationale 2 euro-herdenkingsmunt uitgegeven in het kader van een project voor maatschappelijke verantwoordelijkheid met als titel "Door Kinderen Met Solidariteit". 

Ook heeft Malta in de periode van 2016 tot en met 2022 jaarlijks een nationale 2-euro herdenkingsmunt uitgegeven die gewijd zijn aan een van de verschillende prehistorische tempels die zich op het eiland bevinden. 
Malta geeft in de periode vanaf 2024 jaarlijks een nationale 2 euro herdenkingsmunt uit die gewijd is aan een van de verschillende ommuurde steden die zich op het eiland bevinden. 
Malta geeft in de periode vanaf 2024 tevens jaarlijks een nationale 2 euro herdenkingsmunt waarin de inheemse soorten die zich op het eiland bevinden centraal staan. 
- Herdenkingsmunt van 2009: Gemeenschappelijke uitgifte naar aanleiding van de 10de verjaardag van de Europese Economische en Monetaire Unie
- Herdenkingsmunt van 2011: Eerste gekozen vertegenwoordiger in 1849
- Herdenkingsmunt van 2012: Gemeenschappelijke uitgifte naar aanleiding van de 10de verjaardag van de invoering van de euro
- Herdenkingsmunt van 2012: Majority Representation in 1887
- Herdenkingsmunt van 2013: Zelfbestuur in 1921
- Herdenkingsmunt van 2014: 200ste verjaardag van de oprichting van de Maltese politie
- Herdenkingsmunt van 2014: Onafhankelijkheid van Groot-Brittannië op 21 september 1964
- Herdenkingsmunt van 2015: Proclamatie parlementarische Republiek met invoering nieuwe grondwet op 13 december 1974
- Herdenkingsmunt van 2015: 100ste verjaardag van de eerste vliegtuigvlucht vanaf Malta
- Herdenkingsmunt van 2015: Gemeenschappelijke uitgifte naar aanleiding van het 30-jarig bestaan van de Europese vlag
- Herdenkingsmunt van 2016: Megalithische tempels van Ġgantija
- Herdenkingsmunt van 2016: Solidariteit door liefde
- Herdenkingsmunt van 2017: Megalithische tempel van Ħaġar Qim
- Herdenkingsmunt van 2017: Vrede
- Herdenkingsmunt van 2018: Megalithische tempels van Mnajdra
- Herdenkingsmunt van 2018: Cultureel erfgoed
- Herdenkingsmunt van 2019: Megalithische tempels van Ta' Ħaġrat
- Herdenkingsmunt van 2019: Natuur en milieu
- Herdenkingsmunt van 2020: Megalithische tempels van Ta' Skorba
- Herdenkingsmunt van 2020: Spelen
- Herdenkingsmunt van 2021: Helden van de pandemie
- Herdenkingsmunt van 2021: Megalithische tempels van Tarxien
- Herdenkingsmunt van 2022: Gemeenschappelijke uitgifte naar aanleiding van het 35-jarig bestaan van het ERASMUS-programma
- Herdenkingsmunt van 2022: Resolutie 1325 van de Veiligheidsraad van de Verenigde Naties over vrede en veiligheid voor vrouwen
- Herdenkingsmunt van 2022: Ħal Saflieni Hypogeum
- Herdenkingsmunt van 2023: 550ste geboortedag van Nicolaas Copernicus
- Herdenkingsmunt van 2023: 225ste verjaardag van de aankomst van de Fransen op Malta
- Herdenkingsmunt van 2024: De Maltese honingbij
- Herdenkingsmunt van 2024: Ċittadella Gozo
- Herdenkingsmunt van 2025: De Maltese os
- Herdenkingsmunt van 2025: Mdina

## Omloop van de Maltese euromunten
| Waarde                                              | € 0,01     | € 0,02     | € 0,05     | € 0,10     | € 0,20     | € 0,50     | € 1,00     | € 2,00     |
| --------------------------------------------------- | ---------- | ---------- | ---------- | ---------- | ---------- | ---------- | ---------- | ---------- |
| 2008                                                | 10.000.000 | 36.000.000 | 34.000.000 | 41.000.000 | 40.000.000 | 15.000.000 | 14.000.000 | 10.000.000 |
| 2009                                                | *          | *          | *          | *          | *          | *          | *          | *          |
| 2010                                                | *          | *          | *          | *          | *          | *          | *          | *          |
| 2011                                                | **         | **         | **         | **         | **         | **         | **         | **         |
| * Geen munten geslagen dit jaar ** Geen data bekend |            |            |            |            |            |            |            |            |